# Forçados
Forçados (Portugees voor gedwongen of hard werk) is een kleine stad in Burutu LGA van de  in Nigeriaanse staat Delta. De huidige gemeenschap telt ongeveer 2000 inwoners, voornamelijk Ijo, met de visserij als voornaamste bron van inkomsten. Het is vooral bekend wegens de rivier Forcados, een belangrijk bevaarbaar kanaal in de Nigerdelta en wegens de slavenhandel.

## Rivier
De rivier begint ongeveer 32 km stroomafwaarts van Aboh en stroomt door zones van zoetwatermoerassen, moerassen en zandruggen langs de kust voordat zij haar weg van 198 km naar de Baai van Benin voltooit.

## Geschiedenis
Forçados en het naburige Burutu speelden een belangrijke rol in de tijd van de slavenhandel. De Portugezen bouwden in 1475 een slavenkerker, waar men de slaven in onderbracht voordat ze naar Europa en Amerika werden geëxporteerd. De slavenwerf van Forçados is een van de langste in Afrika; ze werd gebouwd door de Portugezen in 1472 en gerenoveerd door de Royal Niger Company, in 1886, toen deze de stad overnam. Forçados was het administratieve hoofdkwartier, dat onderdak bood aan de Portugezen, en speelde een vitale rol in het koloniale tijdperk in Nigeria.

## Bouwwerken
De Portugezen realiseerden de beroemde zeedijk van Forçados, in 1616, om hun huizen te beschermen tegen overstromingen. Ze plaatsten ook een windmolen in 1472. De Royal Niger Company verbouwde in 1887 de verlaten zeehaven van Burutu; het was de eerste moderne zeehaven in Afrika. De Royal Niger Company bouwde een gevangenis in 1887, de eerste in West-Afrika. Het Forçados Infectious Diseases General Hospital, opgericht in 1890, was het eerste in Nigeria en West-Afrika. Nieuw opgeleid medisch personeel uit het buitenland begon aan hun eerste medische missie in Forçados. Het ziekenhuis functioneert nog gedeeltelijk, gerenoveerd door de Delta State regering. Al deze bouwwerken zijn slechts enkele van de constructies, opgetrokken door de Portugezen en de Britten die zich in Forçados en Burutu vestigden om zaken te doen. Deze, en nog vele andere, zijn nog steeds zichtbaar maar raken snel in verval door gebrek aan onderhoud door de regering.
In 1971 kreeg de in onbruik geraakte zeehaven van Forçados een nieuwe impuls door de bouw van een terminal voor aardolie, die via pijpleidingen van de nabij gelegen olievelden wordt aangevoerd.